# Sharon Jackson
Sharon Jackson serviu na 31ª Câmara dos Representantes do Alasca em nome do Distrito 13 da Câmara de 2019 a 2021.

## Infância e educação
Jackson nasceu na Filadélfia, Pensilvânia. Ela frequentou o ensino médio em Pottsgrove, Pensilvânia, e o Charter College em Anchorage, Alasca.

## Carreira
Ela serviu no Exército dos EUA de 1982-1988. Em 2015, Jackson actuou como representante do Alasca na Convenção Nacional Republicana. Antes da eleição, ela trabalhou como intermediária ligando o senador americano Dan Sullivan aos seus eleitores e veteranos.

## Vida pessoal
Ela cita os seus interesses especiais como Deus, família e serviço comunitário.
Em 2015, ela foi hospitalizada devido a um acidente vascular cerebral, resultando numa afasia.